# Epitausa hermesia
Epitausa hermesia är en fjärilsart som beskrevs av William Schaus 1906. Epitausa hermesia ingår i släktet Epitausa och familjen nattflyn. Inga underarter finns listade i Catalogue of Life.